# Raphaële Billetdoux
Raphaële Billetdoux (París, 28 de febrero de 1951) es una escritora francesa galardonada 
con el premio Interallié en 1976 por « Prends garde à la douceur des choses » y el premio Renaudot en 1985 por « Mes nuits sont plus belles que vos jours ».

## Biografía
Raphaële Billetdoux es la hija de François Billetdoux. Comenzó como editora asistente en películas de cine y televisión. Luego, en 1975, se convirtió en periodista en una importante revista femenina[¿cuál?]. Ella escribió una novela titulada Mes Nuits sont plus belles que vos Jours, que le valió el Premio Renaudot de 1985.
Fue en 2006 que Raphaële, que se convirtió en "Marie" Billetdoux, el otro primer nombre que se le dio al nacer, publicó Un pequeño deseo, de lo contrario muero, un libro de documentos. “Es un libro que escribí en cuatro meses, como cartas a mi editor, quien decidió publicarlas. Fue Marie quien escribió este libro, pero un día irá a buscar a Raphaële, que no era tan mala. », Dice la escritora.
Raphaële Billetdoux también ha dirigido un largometraje, La Femme enfant.

## Obras
- Jeune Fille en silence,1971
- L'Ouverture des bras de l'homme, 1974
- Prends garde à la douceur des choses, 1976
- Lettre d'excuse, 1981
- Mes nuits sont plus belles que vos jours, 1985
- Entrez et fermez la porte, 1991
- Mélanie dans un vent terrible , 1994
- Chère madame ma fille cadette, 1997
- Je frémis en le racontant : horresco referens, 2000
- De l'air, 2001
- Un peu de désir sinon je meurs, 2006
- C'est fou, une fille..., 2007
- C'est encore moi qui vous écris, 2010
- En s'agenouillant, 2011
- Femme prenant plaisir à ses fureurs, 2018

## Adaptaciones
La novela Mes nuits sont plus belles que vos jours  fue adaptada al cine por el director Andrzej Żuławski en la película homónima lanzada en 1989.
Entrez et fermez la porte es también una adaptación teatral de la novela del mismo nombre, publicada por Actes Sud en 2013.